# ایدن (نورث کالیفرنیا)
ایدن (به انگلیسی: Eden) یک شهر در ایالات متحده آمریکا است که در شهرستان راکینگهام، کارولینای شمالی واقع شده‌است. ایدن ۳۹٫۳ کیلومتر مربع مساحت و ۱۵٬۵۲۷ نفر جمعیت دارد و ۱۸۰ متر بالاتر از سطح دریا واقع شده‌است.